# Burtubat
Burtubat – miejscowość w Egipcie, w muhafazie Al-Minja, w dystrykcie Maghagha. W 2006 roku liczyła 17 587 mieszkańców.